# Galgenmolen

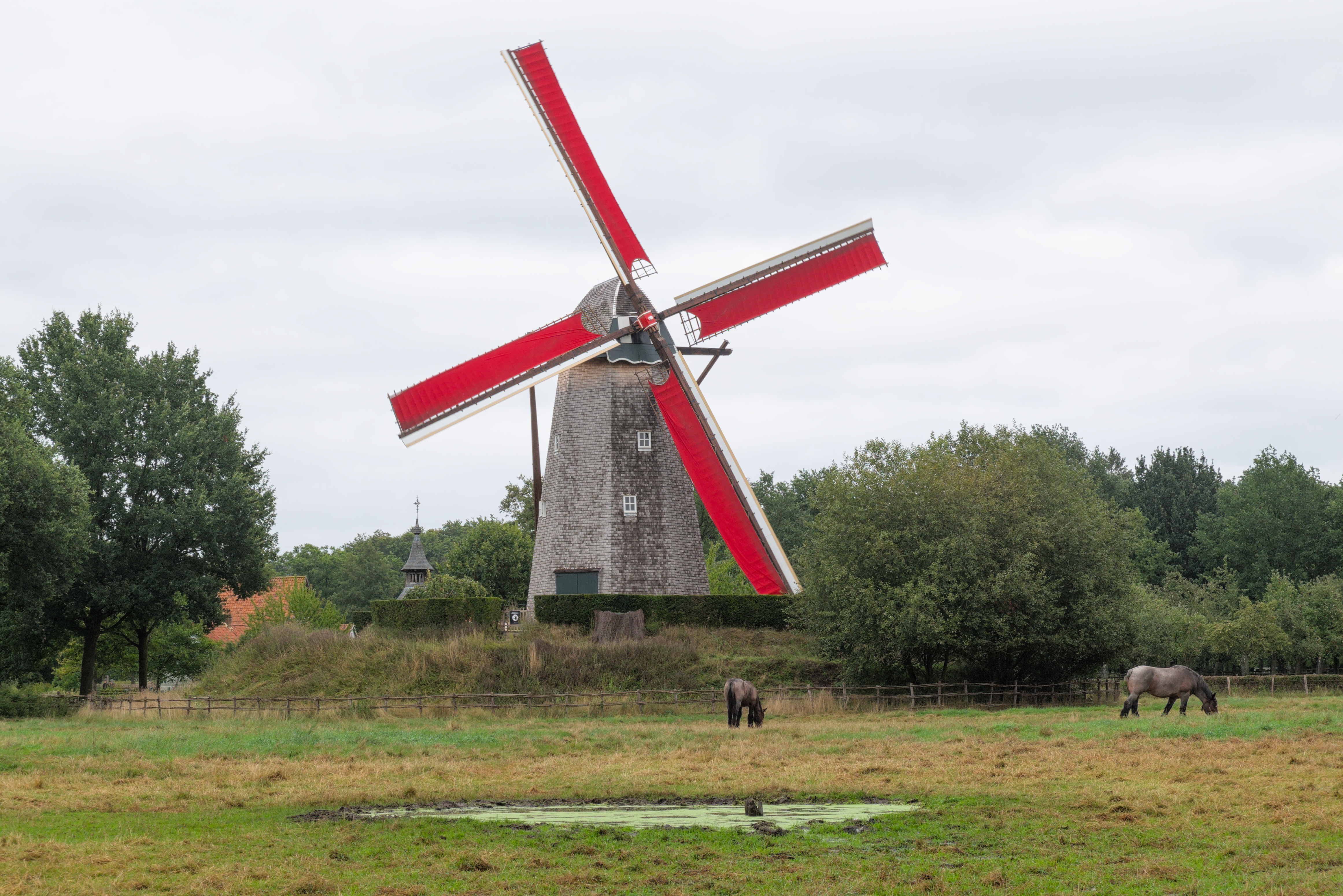
Galgenmolen te Bokrijk

De Galgenmolen was een windmolen te Schulen, die in 1954 werd overgebracht naar het Openluchtmuseum Bokrijk.
Het betreft een achtkante houten bovenkruier die fungeerde als korenmolen.

## Geschiedenis
De molen werd omstreeks 1800 opgericht te Berbroek, nabij de gerechtslinde. Deze werd in 1833 gekocht door Michael van Grootel-Beukers, een Nederlander die echter weigerde tegen de Belgen te vechten, waaronder hij veel vrienden had. Men deed alsof hij verdronken was, en hij kreeg geld om in het jonge België een nieuw leven te beginnen. Van dat geld kocht hij de molen. Deze werd in 1851 verrold naar 't Gerecht te Schulen, waar Van Grootel-Beukers meer ruimte had om te bouwen. Hij werd geholpen door het personeel van een zijner klanten, de Graanstokerij van Herk-de-Stad. Daarna werd getrakteerd op jenever, doch dit bekwam slecht: de arbeiders werden ziek en Van Grootel-Beukers overleed zelfs.
In 1954 werd de molen gedemonteerd en overgebracht naar het Openluchtmuseum te Bokrijk. Daarbij werd de schaliebedekking echter niet aangebracht, doch in plaats daarvan werden planken gebruikt, wat problemen met waterinsijpeling gaf. Ook de grond waarop de molen stond, was te vochtig. In 1986 werd de molen, om veiligheidsredenen, opnieuw gedemonteerd. Herbouw vond plaats op een andere plek in Bokrijk, en wel op een molenbelt. Pas in 1997 was de molen weer gereed, en hij was nu wel met schaliën bedekt.

## Inrichting
De molen heeft een merkwaardig ingerichte zolder: beneden is de bergruimte, dan volgt de meelzolder, en bovenaan is de steenzolder met luiwerk. Er zijn in België nog slechts drie windmolens van dit type.
- Inventaris van het Bouwkundig Erfgoed (Vlaanderen): 308030